# La Clinica Terapeutica
La Clinica Terapeutica, abgekürzt Clin. Ther., ist eine wissenschaftliche Fachzeitschrift, die von der Società Editrice Universo veröffentlicht wird. Die Zeitschrift erscheint mit sechs Ausgaben im Jahr. Es werden Arbeiten veröffentlicht, die sich mit therapeutischen und klinischen Themen beschäftigen.
Der Impact Factor lag im Jahr 2013 bei 0,329. Nach der Statistik des ISI Web of Knowledge wird das Journal mit diesem Impact Factor in der Kategorie Pharmakologie und Pharmazie an 242. Stelle von 256 Zeitschriften geführt.